# مای ساتو
مای ساتو (به ژاپنی:佐藤 舞) استاد دانشگاه ژاپنی‌تبار است که در زمینهٔ حقوق بین‌الملل بشر و مجازات اعدام پژوهش و فعالیت می‌کند. او در سال ۲۰۲۴ به‌عنوان گزارشگر ویژه سازمان ملل در امور حقوق بشر در ایران منصوب شد.

## زندگی و حرفه
مای ساتو در توکیو به دنیا آمد و همان‌جا بزرگ شد. او تحصیلات خود را در رشتهٔ علوم اجتماعی در پادشاهی متحد ادامه داد و در سال ۲۰۱۱ موفق به دریافت دکتری از کالج سلطنتی لندن شد. سپس در دانشگاه‌های ردینگ و آکسفورد مشغول به کار شد.
او در فوریهٔ ۲۰۱۹ به استرالیا مهاجرت کرد و به‌عنوان استادیار در دانشگاه ملی استرالیا مشغول به تدریس شد. پس از آن نیز در دانشگاه موناش به فعالیت علمی خود ادامه داد.
تمرکز اصلی مای ساتو بر روی موضوع مجازات اعدام بوده است. او در پروژه‌هایی در آسیا و آفریقا که به بررسی مجازات اعدام پرداخته‌اند، مشارکت داشته است. علاوه بر این، ساتو CrimeInfo را تأسیس کرده و در حال حاضر به مدیریت این سازمان مردم‌نهاد می‌پردازد. این سازمان به‌منظور لغو مجازات اعدام در ژاپن فعالیت می‌کند و ساتو همچنین یک فیلم مستند در همین زمینه ساخته است.
در ژوئیهٔ ۲۰۲۴، ساتو به‌عنوان گزارشگر ویژه سازمان ملل در امور حقوق بشر در ایران منصوب شد و از ۱ اوت ۲۰۲۴ کار خود را آغاز کرد. این انتصاب برای یک دورهٔ سه‌ساله صورت گرفت که قابل تمدید است. تعداد اعدام‌ها در ایران از بالاترین نرخ‌ها در جهان است، و همین موضوع، ارتباطی مستقیم با زمینهٔ تخصصی ساتو دارد.
علاوه بر این، از فوریهٔ ۲۰۲۵، او به‌عنوان استاد و مدیر مؤسسهٔ سیاست‌گذاری جرم و عدالت در بیرکبک، دانشگاه لندن منصوب شد.